# Котриада
Котриада (фр. cotriade, от бретонского kaoteriad — «содержимое котелка») — блюдо французской кухни, многокомпонентный суп, приготовленный из различных видов морской рыбы (сардины, скумбрия, дорада, морской чёрт, мерлуза, угорь, морской петух, султанка, ставрида), моллюсков, морепродуктов, овощей (картофель, лук репчатый). Суп появился и стал популярным в Бретани — северо-западном регионе Франции, который славится традициями рыболовства. В его состав входят отваренные крупные куски морской рыбы с картофелем, луком, петрушкой, тимьяном, топлёным свиным салом (сливочное масло) и специи. Близкий к традиционному рецепт упоминается в источниках с 1877 года. 
Подобные по типу и происхождению блюда из даров моря распространены на побережьях Европы, где было традиционно развито рыболовство. Бретонские рыбаки готовили котриаду в котелке (отсюда и происходит название) на открытом огне, используя, как и для провансальского буйабеса, недорогую рыбу из улова, так как ценные сорта (тюрбо, морской язык) были предназначены для продажи. Традиционно бульон подаётся в супнице, а рыба с картофелем — на отдельном подогретом блюде. К котриаде подходят подрумяненный белый хлеб (багет) и сухое белое вино. Стол рекомендуют сервировать соусом-винегретом. В наиболее дорогие рецепты в настоящее время могут входить омары, сухое белое вино, шафран и апельсиновая цедра.